# Stéphane Perrin
 (mai 2021).
La mise en forme du texte ne suit pas les recommandations de Wikipédia : il faut le « wikifier ».
Les points d'amélioration suivants sont les cas les plus fréquents. Le détail des points à revoir est peut-être précisé sur la page de discussion.
- Les titres sont pré-formatés par le logiciel. Ils ne sont ni en capitales, ni en gras.
- Le texte ne doit pas être écrit en capitales (les noms de famille non plus), ni en gras, ni en italique, ni en « petit »…
- Le gras n'est utilisé que pour surligner le titre de l'article dans l'introduction, une seule fois.
- L'italique est rarement utilisé : mots en langue étrangère, titres d'œuvres, noms de bateaux, etc.
- Les citations ne sont pas en italique mais en corps de texte normal. Elles sont entourées par des guillemets français : « et ».
- Les listes à puces sont à éviter, des paragraphes rédigés étant largement préférés. Les tableaux sont à réserver à la présentation de données structurées (résultats, etc.).
- Les appels de note de bas de page (petits chiffres en exposant, introduits par l'outil «  Source ») sont à placer entre la fin de phrase et le point final[comme ça].
- Les liens internes (vers d'autres articles de Wikipédia) sont à choisir avec parcimonie. Créez des liens vers des articles approfondissant le sujet. Les termes génériques sans rapport avec le sujet sont à éviter, ainsi que les répétitions de liens vers un même terme.
- Les liens externes sont à placer uniquement dans une section « Liens externes », à la fin de l'article. Ces liens sont à choisir avec parcimonie suivant les règles définies. Si un lien sert de source à l'article, son insertion dans le texte est à faire par les notes de bas de page.
- La présentation des références doit suivre les conventions bibliographiques. Il est recommandé d'utiliser les modèles {{Ouvrage}}, {{Chapitre}}, {{Article}}, {{Lien web}} et/ou {{Bibliographie}}. Le mode d'édition visuel peut mettre en forme automatiquement les références.
- Insérer une infobox (cadre d'informations à droite) n'est pas obligatoire pour parachever la mise en page.

Pour une aide détaillée, merci de consulter Aide:Wikification.
Si vous pensez que ces points ont été résolus, vous pouvez retirer ce bandeau et améliorer la mise en forme d'un autre article.
 (mai 2021).
Si vous disposez d'ouvrages ou d'articles de référence ou si vous connaissez des sites web de qualité traitant du thème abordé ici, merci de compléter l'article en donnant les références utiles à sa vérifiabilité et en les liant à la section « Notes et références ».
 (mai 2021).
 (mai 2021).
Le contenu est difficilement compréhensible vu les erreurs de traduction, qui sont peut-être dues à l'utilisation d'un logiciel de traduction automatique.
Stéphane Perrin, (racing driver) né le 20 avril 1973, est un pilote français.

Vice Champion de France VW FUN CUP 2018,

## Carrière

### Ses débuts
Après avoir travaillé en Formule 1 successivement chez Larrousse F1 (1993-1994) puis chez Ligier F1 (1995-1996). Il officie comme directeur de course en France jusqu'en 2014. Parallèlement il officie comme stratégiste chez Freisinger motorsport lors des courses de 24h (victoire aux 24h de spa 2003)
C'est tardivement en 2011 que l'on retrouve Stéphane Perrin au départ des manches qualificatives des Audi endurance Expérience non qualifié (5e)
En 2012 grâce à une troisième place à Magny cours, il se qualifie à la finale (24h du Castellet) ou il termine 3e.

### VW Fun Cup
Il débute en VW fun cup en championnat de France en 2014 dans le team RKM.
La même année, il participe au championnat d'Europe VW Fun CUP avec le team AC Motorsport où il termine 3e pour sa première course et remporte les 12h de Mettet. Il termine 4e du championnat.
De 2015 à 2018, il participe aux championnats d'Europe et de France avec le Team Ac Motorsport.
En 2016,Il termine 3e des 25h de Spa FUN CUP (Leburton, Mirguet, DE Kimpe) et 3e du championnat D'Europe cette même année (Leburton, MIRGUET)
En 2017, il est sacré champion de France avec Martin Leburton.(4 victoires)
En 2018; il est vice champion de France (RENETEAU,Leburton, TOURNEUR) (1 victoire)
En 2019 il rejoint l'équipe JAC Motors.
De 2020 à 2021, il rejoint AP by ACOME racing (Leburton, Piron, Piron)
En 2022 Retour chez AC Motorsport puis M3M (Detry, Breckpot) 1 victoire
2023 Chez M3M 2 victoires (Detry, Breckpot, De Wilde, Bollen)
2024 Vainqueur des 25H Fun Cup (Detry, Breckpot,Raspatelli, Peclers)

### 24H Series[5]
Depuis 2017, il pilote l'Audi Rs3 LMS du Team AC Motorsport dont il est le pilier de la catégorie TCR
En 2017, il débute avec la Team AC Motorsport aux 24h de Barcelone dans les 24h séries avec une Audi Rs3 Lms. Il termine 17e.
En 2018, souvent associé à Vincent Radermecker, il participe aux 24h de DUBAI (Ab), 24H de Barcelone et aux 12h de Spa, il termine 7e.
En 2019, il est sacré Vice Champion d'Europe 24H Séries TCE malgré un accident dans la pit Lane lors de la finale du championnat (24h de Barcelone).
En 2020, il remporte les 24h de Dubai et fini 3e du championnat intercontinental 24H Séries TCE.
En 2021 il remporte les 24h de Sebring (Detry, Breukers, Taskinen) et fini Vice champion Intercontinental TCE
En 2022, Il termine 2e des 24H de DUBAI et de BARCELONE
En 2023 Il remporte les 24H de DUBAI TCE et débute en GT3 à Abu Dhabi au sein du HAAS Racing Team (R8), victoire aux 12H MUGELLO, fini la saison chez NM Racing au volant de la Mercedes AMG GT2. Il débute en Fanatec GT2 european championship (Paul ricard)
En 2024 Il roule en 992 Cup chez Seb lajoux racing et Holmaarg Motorsport.

## Palmarès

### Racing Highlights
| 2016 | 3e European VW FUN CUP                          |
| ---- | ----------------------------------------------- |
| 2017 | Champion de France VW FUN CUP                   |
| 2018 | Vice Champion VW FUN CUP                        |
| 2019 | Vice Champion d'Europe TCR 24H Series           |
| 2020 | 3e Championnat intercontinental TCR 24H serries |
| 2020 | Vainqueur des 24H de DUBAI TCE                  |
| 2021 | Vainqueur 24H de Spa 2cv                        |
| 2021 | Vainqueur des 24H de SEBRING TCE                |
| 2021 | Vice Champion Intercontinental TCR 24H Series   |
| 2022 | Vainqueur 24H de Spa 2cv                        |
| 2023 | Vainqueur des 24H de DUBAI TCE                  |
| 2023 | Vainqueur des 12H du Mugello GT                 |
| 2024 | Vainqueur des 25H Fun Cup                       |

### Audi Endurance Expérience
| Année | Qualification | Finale 24h castellet |
| ----- | ------------- | -------------------- |
| 2011  | 5e            | N/S                  |
| 2012  | 3e            | 3e                   |

### VW Fun CUP
| Année | Équipe               | Championnat    | Copilotes                                                     | Voiture                                       | Pos. | Podium | Victoire |
| ----- | -------------------- | -------------- | ------------------------------------------------------------- | --------------------------------------------- | ---- | ------ | -------- |
| 2014  | RKM                  | france         | Raphael Agullo Ponce Terry Agullo Ponce                       | VW Fun Cup                                    | ?    | 0      | 0        |
| 2014  | AC Motorsport        | Européen       | Arnaud Quede Martin Leburton Didier Van Dalen                 | VW Fun Cup                                    | 4e   | 1      | 1        |
| 2014  | AC Motorsport        | 25H VW Fun Cup | Arnaud Quede Martin Leburton Didier Van Dalen                 | Arnaud Quede Martin Leburton Didier Van Dalen | Ab   |        |          |
| 2015  | AC Motorsport        | Européen       | Arnaud Quede Martin Leburton Didier Van Dalen                 | VW Fun Cup                                    | ?    | ?      | ?        |
| 2015  | AC Motorsport        | 25H VW Fun Cup | Arnaud Quede Martin Leburton Didier Van Dalen                 | VW Fun Cup                                    | 11   |        |          |
| 2016  | AC Motorsport        | Européen       | Martin Leburton Simon Mirguet                                 | VW Fun Cup                                    | 3e   | 5      | 2        |
| 2016  | AC Motorsport        | 25H VW Fun Cup | Martin Leburton Simon Mirguet Jonas De Kimpe                  | VW Fun Cup                                    | 3e   | 1      |          |
| 2017  | AC Motorsport        | France         | Martin Leburton Raphael Agullo Ponce                          | VW Fun Cup                                    | 1er  | 6      | 3        |
| 2017  | AC Motorsport        | Européen       | Martin Leburton Didier Van Dalen                              | VW Fun Cup                                    | ?    | ?      | 1        |
| 2017  | AC Motorsport        | 25H VW Fun Cup | Martin Leburton Didier Van Dalen                              | VW Fun Cup                                    | 25   |        |          |
| 2018  | AC Motorsport        | France         | Martin Leburton Simon Tourneur Alexandre Renneteau            | VW Fun Cup                                    | 2e   | 4      | 1        |
| 2018  | AC Motorsport        | Européen       | Martin Leburton Simon Tourneur Alexandre Renneteau            | VW Fun Cup                                    | ?    | ?      | 1        |
| 2018  | AC Motorsport        | 25H VW Fun Cup | Martin Leburton Simon Tourneur Alexandre Renneteau            | VW Fun Cup                                    | 42   |        |          |
| 2019  | JAC Motors           | Européen       | Mathieu Detry Sebastien Incardona                             | VW Fun Cup                                    | 7    | 1      | 0        |
| 2019  | JAC Motors           | 25H VW Fun Cup | Mathieu Detry Sebastien Incardona Simon Mirguet               | VW Fun Cup                                    | 9    |        |          |
| 2020  | AP by Acome Racing   | Européen       | Pierre Piron Gilles Piron Sebastien Incardona                 | VW Fun Cup                                    | 18   | 0      | 0        |
| 2021  | AP by Acome Racing   | Européen       | Pierre Piron Gilles Piron Martin Leburton                     | VW Fun Cup                                    |      | 2      | 0        |
| 2021  | AP By Acome Racing   | 25H VW Fun Cup | Pierre Piron Gilles Piron Martin Leburton Sebastien Incardona | VW Fun Cup                                    | 10   | 1      | 0        |
| 2022  | AC Motorsport        | 25H VW Fun Cup | Mathieu Detry Matts Breckpot Fred Bouvy                       | VW Fun Cup                                    | Ab   |        |          |
| 2022  | M3M                  | France         | Mathieu Detry Matts Breckpot                                  | VW Fun Cup                                    |      | 1      | 1        |
| 2023  | M3M                  | France         | Mathieu Detry Matts Breckpot Ugo De Wilde Cedric Bollen       | VW Fun Cup                                    |      | 3      | 2        |
| 2023  | M3M                  | 25H VW Fun Cup | Mathieu Detry Matts Breckpot Ugo De Wilde                     | VW Fun Cup                                    | 7    |        |          |
| 2024  | SP Consulting by SRS | 25H VW Fun CUP | Mathieu DETRY Matts BRECKPOT Matteo RASPATELLI Jeremy PECLERS | VW Fun Cup                                    | 1er  | 2      | 1        |

### 24HSeries
| Année | Course                    | Équipe               | Copilotes                                                          | Voiture           | Class   | Pos. | Class Pos. |
| ----- | ------------------------- | -------------------- | ------------------------------------------------------------------ | ----------------- | ------- | ---- | ---------- |
| 2017  | 24H de Barcelone          | AC Motorsport        | Vincent Radermecker (en)                                           | Audi RS 3 LMS TCR | TCR     | 17   | 17         |
| 2018  | 24H de DUBAI              | AC Motorsport        | Vincent Radermecker (en)                                           | Audi RS 3 LMS TCR | TCR     | dnf  | dnf        |
| 2018  | 24H Barcelone             | AC Motorsport        | Vincent Radermecker (en)                                           | Audi RS 3 LMS TCR | TCR     | dnf  | dnf        |
| 2018  | 12H de SPA                | AC Motorsport        | Vincent Radermecker (en)                                           | Audi RS 3 LMS TCR | TCR     | 7e   | 7e         |
| 2019  | 24 H DE DUBAI             | AC Motorsport        | Vincent Radermecker (en) Tom Boonen Gilles Magnus                  | Audi RS 3 LMS TCR | TCR     | 5e   | 5e         |
| 2019  | 12H du Mugello            | AC Motorsport        | Vincent Radermecker (en) James Kaye (en)                           |                   | TCR     | 2e   | 2e         |
| 2019  | 12H de BRNO               | AC Motorsport        | Vincent Radermecker (en) James Kaye                                | Audi RS 3 LMS TCR | TCR     | 5e   | 5e         |
| 2019  | 24H de Portimao           | AC Motorsport        | Sam Dejonghe Mathieu Detry James Kaye                              | Audi RS 3 LMS TCR | TCR     | 2e   | 2e         |
| 2019  | 24H de Barcelone          | AC Motorsport        | Vincent Radermecker (en) Tom Boonen James Kaye Mathieu Detry       | Audi RS 3 LMS TCR | TCR     | Dns  | Dns        |
| 2019  | 12h de SPA                | AC Motorsport        | Vincent Radermecker (en) James Kaye                                | Audi RS 3 LMS TCR | TCR     | 3e   | 3e         |
| 2019  | SPA 500                   | AC Motorsport        | Mathieu Detry Stewart Lines Vincent Radermecker (en)               | Audi RS 3 LMS TCR | TCR/PAm | 5e   | 2e         |
| 2019  | 24H de COTA               | AC Motorsport        | Vincent Radermecker (en) Matthew Taskinen William Neal             | Audi RS 3 LMS TCR | TCR     | 2e   | 2e         |
| 2020  | 24H de DUBAI              | AC Motorsport        | Vincent Radermecker (en) Tom Boonen Gilles Magnus Matthew Taskinen | Audi RS 3 LMS TCR | TCR     | 1er  | 1er        |
| 2020  | 24H de Portimao           | AC Motorsport        | Hanes Morin Michael Blanchemain Christophe Hamon                   | Audi RS 3 LMS TCR | TCR     | 3e   | 3e         |
| 2020  | 12H de Monza              | AC Motorsport        | Mathieu Detry Vincent Radermecker (en)                             | Audi RS 3 LMS TCR | TCR     | Dnf  | dnf        |
| 2020  | 16H HOCKEHEIM             | AC Motorsport        | Mathieu Detry Vincent Radermecker (en)                             | Audi RS 3 LMS TCR | TCR     | dnf  | dnf        |
| 2020  | 12H Mugello               | AC Motorsport        | Mathieu Detry James Kaye                                           | Audi RS 3 LMS TCR | TCR     | 4e   | 4e         |
| 2021  | 24H de DUBAI              | AC Motorsport        | Mathieu Detry Philippe Thirion Sebastien Morales                   | Audi RS 3 LMS TCR | TCR     | 4e   | 4e         |
| 2021  | 12H du Mugello            | AC Motorsport        | Mathieu Detry                                                      | Audi RS 3 LMS TCR | TCR     | 3e   | 3e         |
| 2021  | 12H du Paul Ricard        | AC Motorsport        | Mathieu Detry David Dermont                                        | Audi RS 3 LMS TCR | TCR     | 3e   | 3e         |
| 2021  | 12H d'Hockeheim           | AC Motorsport        | Mathieu Detry Stéfan Weninger                                      | Audi RS 3 LMS TCR | TCR     | 2e   | 2e         |
| 2021  | 24h Barcelone             | AC Motorsport        | Vincent Radermecker (en) Mathieu Detry James Kaye                  | Audi RS 3 LMS TCR | TCR     | 5e   | 5e         |
| 2021  | 12H Hungaroring           | AC Motorsport        | Mathieu Detry                                                      | Audi RS 3 LMS TCR | TCR     | 2e   | 2e         |
| 2021  | 24H Sebring               | AC Motorsport        | Mathieu Detry Matthew Taskinen Rick Breukers                       | Audi RS 3 LMS TCR | TCR     | 1er  | 1er        |
| 2022  | 24H DUBAI                 | AC Motorsport        | Mathieu Detry Yannick Mettler Miklas BORN                          | AUDI RS3 LMS TCR  | TCR     | 2e   | 2e         |
| 2022  | 12H de Spa                | AC Motorsport        | Mathieu Detry Yannick Mettler                                      | AUDI RS3 LMS TCR  | TCR     | Ab   | Ab         |
| 2022  | 24h Barcelone             | AC Motorsport        | Vincent Radermecker (en) Mathieu Detry Charles Dawson              | AUDI RS3 LMS TCR  | TCR     | 2e   | 2e         |
| 2022  | 12H Kuwait                | AC Motorsport        | Mathieu Detry James Kaye                                           | AUDI RS3 LMS TCR  | TCR     | Ab   | Ab         |
| 2023  | 24 H de DUBAI             | AC Motorsport        | Yannick Mettler Miklas BORN Sam DEJONGHE                           | AUDI RS3 LMS TCR  | TCR     | 1er  | 1er        |
| 2023  | 6H Abu Dhabi              | HAAS RT              | Mathieu Detry Maxime SOULET                                        | AUDI R8 Evo II    | GT3     | 3e   | 3e         |
| 2023  | 12H du Mugello            | HAAS RT              | Mathieu Detry Frederic VERVISCH                                    | AUDI R8 Evo II    | GT3     | 1er  | 1er        |
| 2023  | 12H SPA                   | HAAS RT              | Mathieu Detry Frederic VERVISCH                                    | AUDI R8 Evo II    | GT3     | 40   | 40         |
| 2023  | 24H BARCELONE             | NM Racing AMG        | Lluc IBANEZ Jorg VIEBAHN Manuel Lao V GUTAK                        | Mercedes AMG GT2  | GT2     | 4    | 4          |
| 2024  | 6H Abu Dhabi              | Seb Lajoux racing    | Seb Lajoux Benjamin PAQUE                                          | Porsche 992 Cup   | 992     | 8    | 8          |
| 2024  | 24H DUBAI                 | Seb Lajoux racing    | Seb Lajoux Benjamin PAQUE Flynt SCHURING Lucas WALTER              | Porsche 992 Cup   | 992 Am  | Ab   | Ab         |
| 2024  | 12H Mugello               | Seb Lajoux racing    |                                                                    | Porsche 992 Cup   | 992 Am  | 7    | 7          |
| 2024  | 12H SPA                   | Holmgaard Motorsport | Magnus Holmgaard Jonas Holmgaard Martin Vedel Marlon Menden        | Porsche 992 Cup   | 992     | 9    | 9          |
| 2024  | 24H PORTIMAO              | Holmgaard Motorsport | Magnus Holmgaard Jonas Holmgaard Martin Vedel                      | Porsche 992 Cup   | 992     | 4    | 4          |
| 2024  | 12H SPA 992 Endurance Cup | Seb Lajoux racing    | Seb Lajoux Mathys Jaubert Laurent Misbash                          | Porsche 992 Cup   | 992 Am  | 3    | 3          |
| 2024  | 24H Barcelone             | Holmgaard Motorsport | Magnus Holmgaard Jonas Holmgaard Martin Vedel                      | Porsche 992 Cup   | 992     | 8    | 8          |
| 2025  | 24h DUBAI                 | Seb Lajoux racing    | Seb lajoux Mathys Jaubert Louis Perrot Alex LEROY                  | Porsche 992 Cup   | 992 Am  | Ab   | Ab         |
| 2025  | 6h Abu Dhabi              | Seb Lajoux racing    | Seb Lajoux Paul Meijers Li Yu                                      | Porsche 992 Cup   | 992 Am  | 4    | 4          |
| 2025  | 12h Misano                | Seb Lajoux racing    | Seb Lajoux Paul Meijers                                            | Porsche 992 Cup   | 992 Am  | 2    | 2          |

| 2023 | CIRCUIT PAUL RICARD | NM RACING | Jakub Knoll  | Mercedes AMG GT2 | course 1 | 2  |
| ---- | ------------------- | --------- | ------------ | ---------------- | -------- | -- |
| 2023 | CIRCUIT PAUL RICARD | NM RACING | Jakub Knoll  | Mercedes AMG GT2 | course 2 | 2  |
| 2024 | CIRCUIT PAUL RICARD | NM RACING | Joerg Vibahn | Mercedes AMG GT2 | course 1 | 4  |
| 2024 | CIRCUIT PAUL RICARD | NM RACING | Joerg Vibahn | Mercedes AMG GT2 | course 2 | 8  |
| 2024 | MISANO              | NM RACING | Joerg Vibahn | Mercedes AMG GT2 | course 1 | 4  |
| 2024 | MISANO              | NM RACING | Joerg Vibahn | Mercedes AMG GT2 | course 2 | Ab |
| 2024 | SPA                 | NM RACING | Joerg Vibahn | Mercedes AMG GT2 | course 1 | 4  |
| 2024 | SPA                 | NM RACING | Joerg Vibahn | Mercedes AMG GT2 | course 2 | 9  |
| 2024 | HOCKENHEIM          | NM RACING | Joerg Vibahn | Mercedes AMG GT2 | course 1 | 3  |
| 2024 | HOCKENHEIM          | NM RACING | Joerg Vibahn | Mercedes AMG GT2 | course 2 | 6  |
| 2024 | MONZA               | NM RACING | Joerg Vibahn | Mercedes AMG GT2 | course 1 | NS |

### Autres
| Année | Catégories               | Equipe            | Course             | Classement  |
| ----- | ------------------------ | ----------------- | ------------------ | ----------- |
| 2017  | Lamera Cup               | Milo Racing       | Castellet          | 1er Pro Am  |
| 2017  | Belcar (lamera cup)      | milo Racing       | 24H de Zolder      | Ab          |
| 2021  | Ultimate Cup Series 2021 | AC Motorsport     | 4H de Dijon        | 1er UTCR    |
| 2021  | Ultimate Cup Series 2021 | Ac Motorsport     | 4H Castellet       | 2e UTCR     |
| 2021  | 24 H de Spa 2cv          | CGS Racing        | 24h 2cv            | 1er         |
| 2022  | 24 H de Spa 2cv          | CGS Racing        | 24h 2cv            | 1er         |
| 2024  | Ultimate Cup Series      | Seb Lajoux racing | sprint Portimao    | 1er et 4e   |
| 2024  | Ultimate Cup Series      | Seb Lajoux racing | 4H Poprtimao       | 4e          |
| 2024  | Ultimate Cup Series      | Seb Lajoux racing | sprint magny cours | 2eme et 1er |
| 2024  | Ultimate Cup Series      | Seb Lajoux racing | 4h Magny cours     | 1er         |
| 2024  | Ultimate Cup Series      | Seb Lajoux racing | sprint castellet   | 2eme et 1er |
| 2024  | Ultimate Cup Series      | Seb Lajoux racing | 6h castellet       | ab          |